# 2025 au Cameroun
Chronologie du Cameroun
- 2021
- 2022
- 2023
- 2024
- 2025
- 2026
- 2027
- 2028
- 2029

Cet article traite des événements qui se sont produits durant l'année 2025 au Cameroun.

## Événements

### Mars
- 28 Mars : treize Malgaches et Congolais sont victimes de trafiquants d’êtres humains[1].

## Décès
- 11 mars : Ayissi Noah Sylvestre, handballeur.
- 5 juin :Jules Kingue surnommé « Eséka », footballeur[2].

#### L'année 2025 dans le reste du monde
- L'année 2025 dans le monde
- 2025 par pays en Amérique • 2025 au Brésil, 2025 au Canada, 2025 au Québec, 2025 aux États-Unis, 2025 au Mexique
- 2025 en Europe, 2025 dans l'Union européenne • 2025 en Belgique, 2025 en France, 2025 en Italie, 2025 en Suisse
- 2025 en Afrique • 2025 par pays en Asie • 2025 par pays en Océanie, 2025 en Océanie • 2025 en Antarctique
- 2025 aux Nations unies
- Décès en 2025